# Humilladero del Cristo (Montemayor de Pililla)

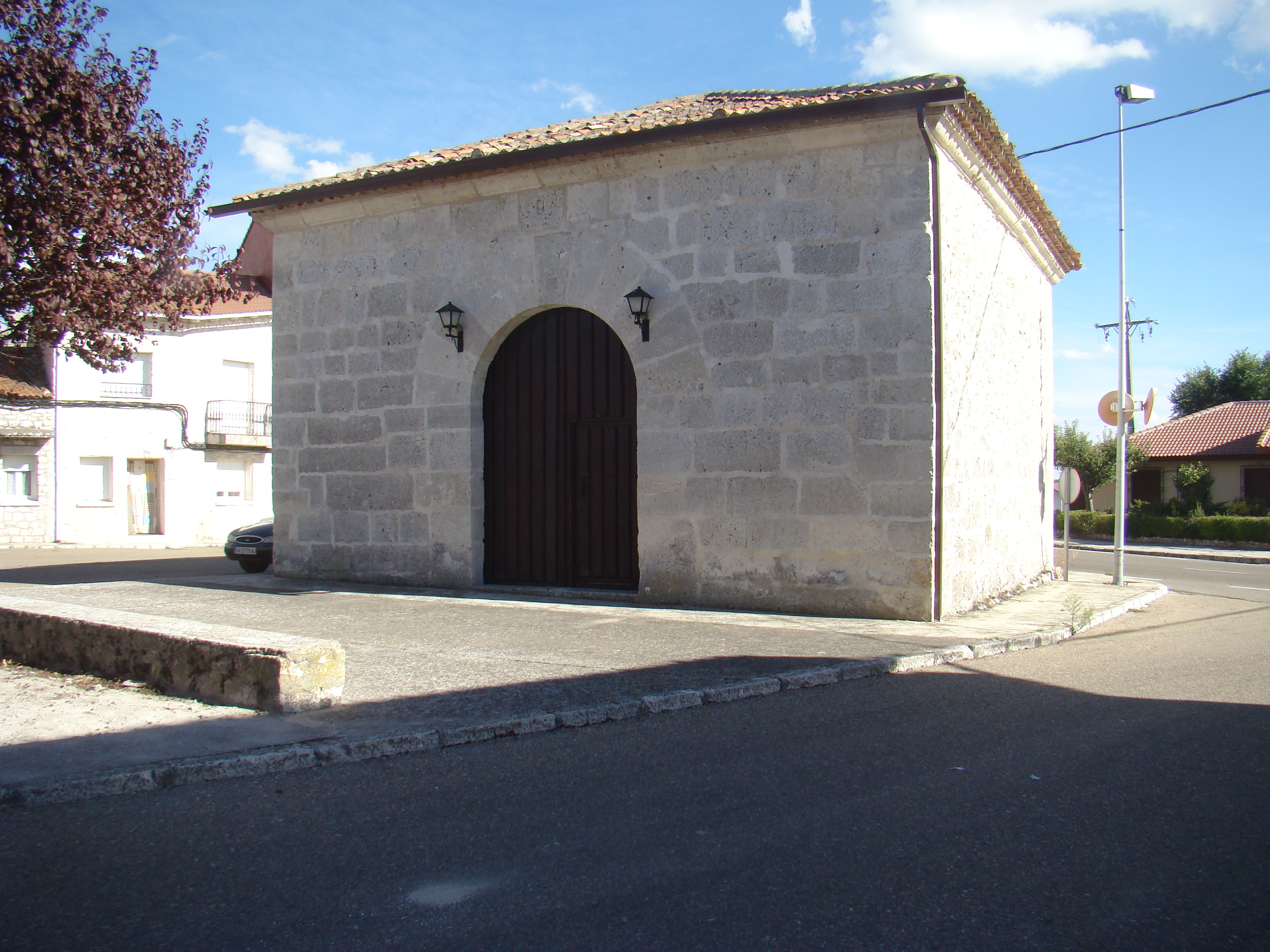
Humilladero; puerta principal

El humilladero del Cristo está situado al sur del pueblo de Montemayor de Pililla (Valladolid, España), señalando a sus costados los caminos que conducían a San Miguel del Arroyo y Cuéllar. 

## Descripción
Por sus  características se supone que fue construido hacia 1600. Es de planta rectangular con un tejado a cuatro aguas. Tiene dos muros de mampostería y otros dos construidos en sillería en cada uno de los cuales se abren sendas puertas, una frente a la población y otra frente al camino de Cuéllar (esta última tapiada). Los muros se rematan con una moldura sobre la que se extiende un alero de tejavana.
Delante de la puerta principal se levanta un crucero erigido sobre un pedestal más antiguo que tuvo en su día una talla muy cuidada de un cristo. A las afueras del pueblo hay otro crucero conocido como la Cruz del Pico, situado en un empalme de caminos, el de Portillo (Valladolid) y el de Camporredondo (Valladolid).

Cruceros
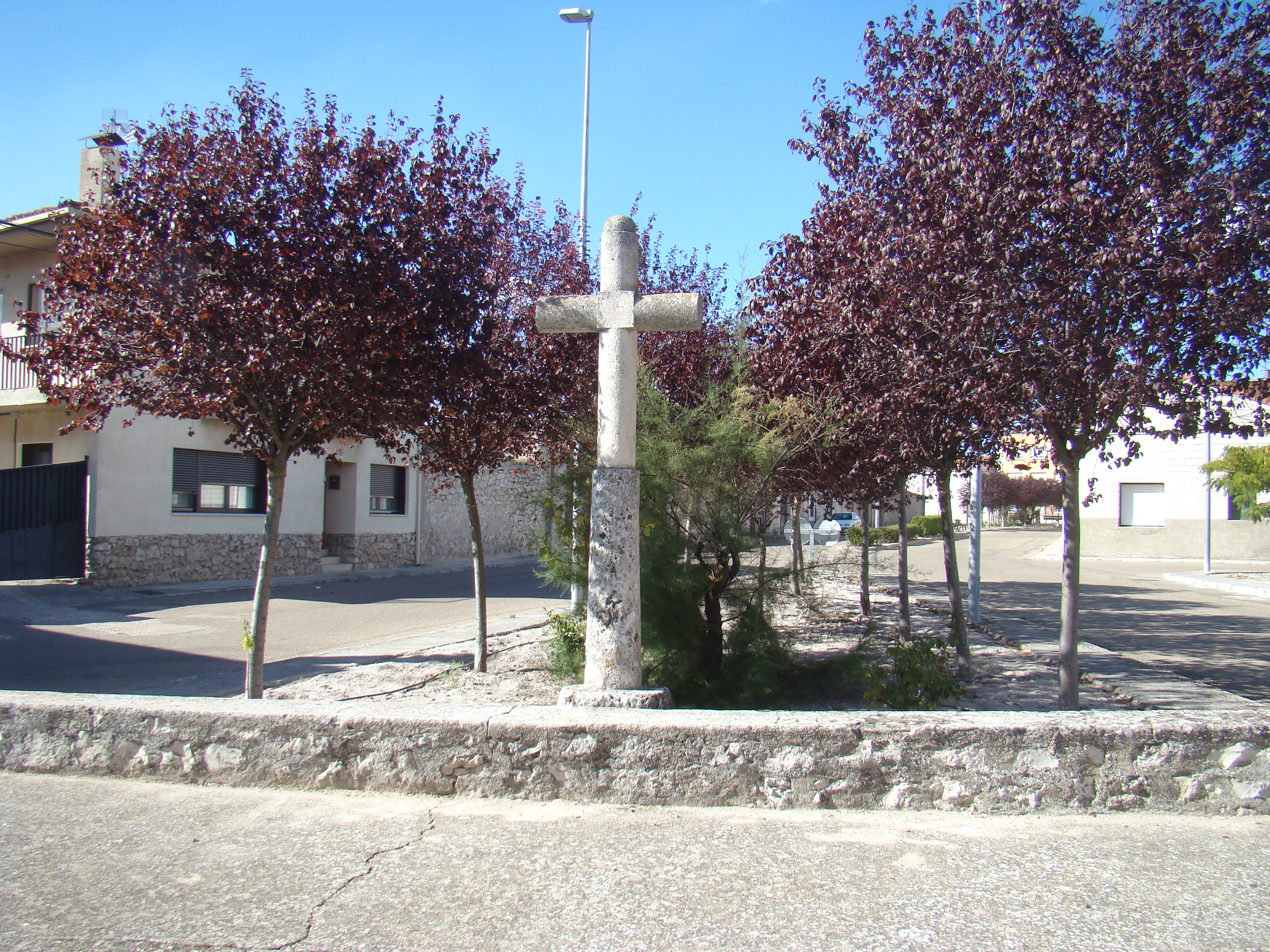
Crucero del humilladero
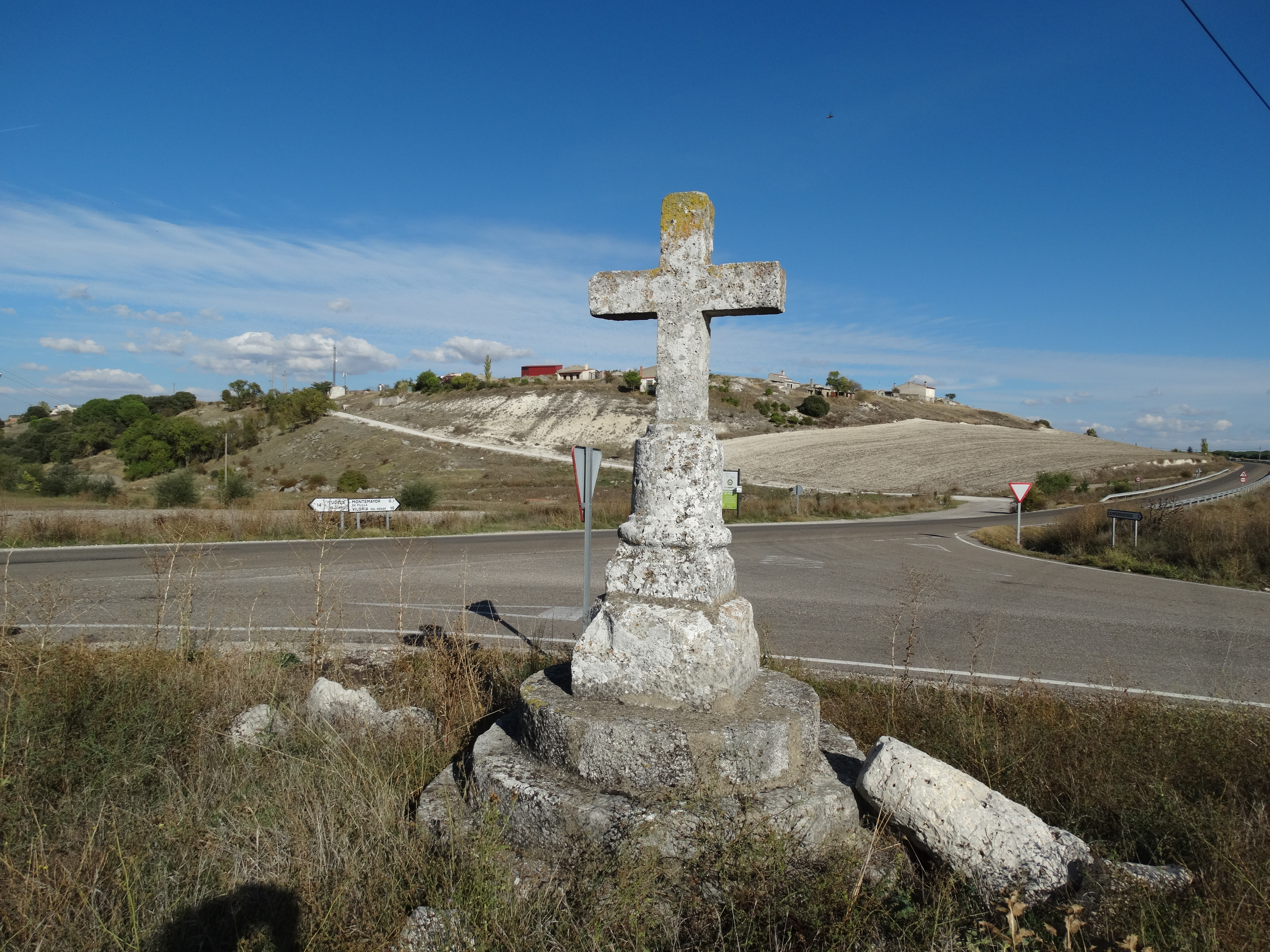
Crucero de la Cruz del Pico